# أبو توتة (الرقة)
أبو توتة قرية سورية تتبع ناحية الكرامة في منطقة مركز الرقة في محافظة الرقة. بلغ عدد سكانها 1052 نسمة في عام 2004 حسب إحصاء المكتب المركزي للإحصاء.